# UボートUB型
UボートUB型は第一次世界大戦で用いられたドイツ海軍の沿岸型潜水艦（Uボート）の艦級。

## 概要

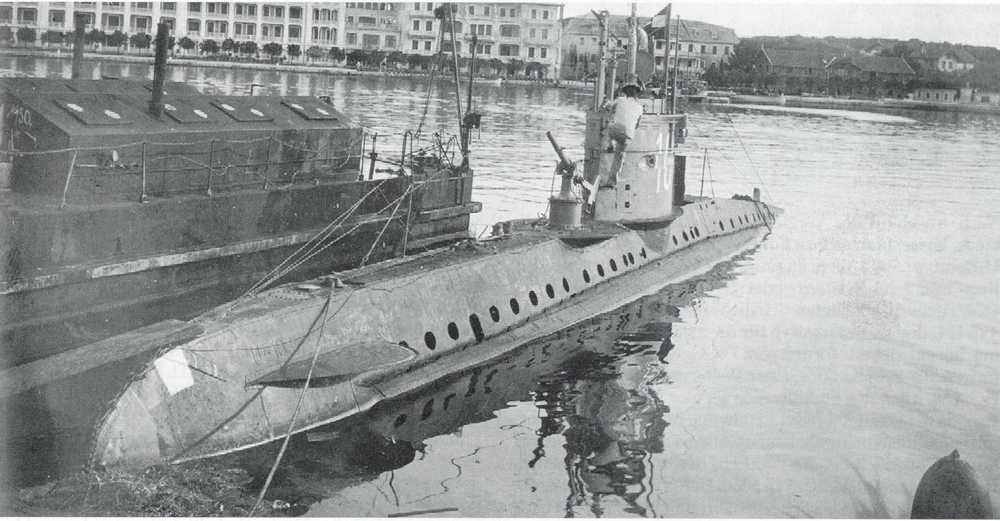
オーストリア＝ハンガリー帝国海軍U-10となったUB1

UBI、UBII、UBIIIの3つに細分化されるが、それぞれの排水量はかなり異なり、航続距離や武装も異なる。
UBI型は鉄道輸送で作戦予定地域まで輸送可能な潜水艦という要求に基づき、船体は3分割できるようになっている。さらにトンネルを通過できるようサイズが制限されたため、単殻構造で一軸推進とせざるを得ないなど、設計には大きな制約が課せられた。UBI型一番艦のUB1は1914年に発注され、翌年1月29日に就役した。UBI型の全建造数は17隻であり、146隻の船を沈め、8隻が撃沈された。それなりの戦果が得られたUBI型であるが、魚雷搭載数が少なく航続距離もないため非効率であった。
この点を改善すべく設計されたのがUBII型で、戦局の膠着により陸上輸送が困難になっていたため鉄道輸送を断念し、船体を大型化して二重船殻構造を採用した。一部のタンク類は船殻外搭載とされ艦内空間が広くなり、より大口径の魚雷発射管を装備して予備魚雷の搭載数も倍増した。さらに、機関出力も増加されて2軸推進となり、航続距離も伸びている。一番艦の就役が1915年8月21日で翌年にかけて30隻（UB-18～UB-47）が就役し、819隻を撃沈し、21隻が撃沈された。大きな戦果を得た艦級であるが、被害も多かった。これは、艦砲を利用する攻撃が可能なため、高価かつ数が限られた魚雷を惜しんで艦砲で攻撃する機会が多く、返り討ちに遭って被害を大きくさせたと考えられる。特に民間船の場合はUボートは浮上して警告を与えた上で攻撃しており、英国はそれを逆手にとってQシップのような対潜水艦用の偽装商船で対抗している。
UBIII型はUBII型よりもさらに航続距離、排水量共に大きく、当初意図した沿岸型ではなくなっていた。UBIII型は85隻（UB-48～UB-132）が就役し、40隻が喪われた。戦争末期であったこともあり、大きな戦果は残せていない。降伏した船は鹵獲されて連合国で分配された。また、この船の優秀な設計は後のI型潜水艦に受け継がれた。
第一次世界大戦中、UBI型については2隻がオーストリア＝ハンガリー帝国海軍に売却されたほか、同国内で同型艦3隻が建造され、売却艦と併せて同国海軍のU-10級潜水艦となった。また、UBII型についても2隻が同国海軍に編入されてU-43級潜水艦となり、さらに改良型のU-27級潜水艦8隻が同国内で建造されている。

## 諸元（UB I 型）
- 全長: 28.1 m[1]
- 全幅: 2.97 m[1]
- 喫水: 2.9 m[1]
- 排水量: 水上127トン、水中142トン[1]

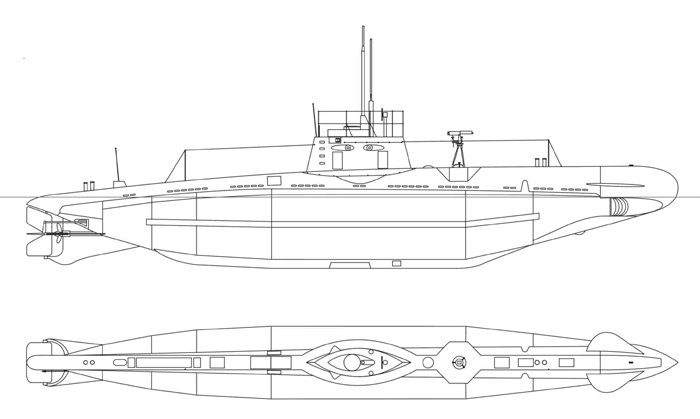
UB I

- 最大速力: 水上6.5 kt、水中5.5 kt[1]
- 水中航続距離: 83.3km（45海里）/4kt
- 水上航続距離: 3,050km（1,650海里）/5kt
- 兵装: 45cm魚雷発射管×2、機銃、予備魚雷×2[1]
- 乗組員: 14人[1]

## 諸元（UB II 型）
- 排水量： 水上263–279 t (259–275 long tons) 、水中292–305 t (287–300 long tons)

- 全長： 36.13–36.90 m
- 全幅： 4.36 m
- 喫水長： 3.66–3.75 m
- 機関： Körting, ダイムラー or ベンツ ディーゼルエンジン, 270–284 PS (199–209 kW; 266–280 bhp)

Siemens-Schuckert 電動機, 280 PS (206 kW; 276 shp)
Propulsion: 1軸, 1 1.15 m (3 ft 9 in) propeller 
- 最大速度： 水上8.82–9.15 knots (16.33–16.95 km/h; 10.15–10.53 mph)、水中5.71–6.22 knots (10.57–11.52 km/h; 6.57–7.16 mph)
- 航続距離： 水上6,450–7,200 nmi (11,950–13,330 km; 7,420–8,290 mi) at 5 knots (9.3 km/h; 5.8 mph)、水中45 nmi (83 km; 52 mi) at 4 knots (7.4 km/h; 4.6 mph)
- 最大深度： 50 m (160 ft)
- 乗員： 2 officers, 21 men
- 兵装： 
  - 50 cm 艦首魚雷発射管×2、同 外装式艦尾魚雷発射管×2
  - 甲板に5 cm 砲もしくは8.8 cm 砲×1

## 諸元（UB III 型）
- 排水量: 水上508–555 t (500–546 long tons) 、水中629–684 t (619–673 long tons)
- 全長： 55.30–57.80 m

40.10 m (pressure hull)
- 全幅： 5.76–5.80 m
- 喫水長： 3.67–3.85 m
- 機関： 6気筒 ディーゼルエンジン, 1,060–1,100 PS (780–809 kW; 1,045–1,085 shp)、電動機, 788 PS (580 kW; 777 shp)

Propulsion: 2軸, 2 1.40 m (4 ft 7 in) propellers 
- 最大速度： 水上13.2–13.9 knots (24.4–25.7 km/h; 15.2–16.0 mph)、水中7.4–8 knots (13.7–14.8 km/h; 8.5–9.2 mph)
- 航続距離： 水上7,120–9,090 nmi (13,190–16,830 km; 8,190–10,460 mi) at 6 knots (11 km/h; 6.9 mph) 、水中50–55 nmi (93–102 km; 58–63 mi) at 4 knots (7.4 km/h; 4.6 mph)
- 最大深度： 50 m (160 ft)
- 乗員： 3 officers, 31 men
- 兵装： 
  - 50 cm 艦首魚雷発射管×4、同 艦尾魚雷発射管×1、10本
  - 甲板に8.8 cm 砲もしくは10.5 cm 砲×1